# Lönneberga
Lönneberga er et lille byområde i Hultsfred kommune i det svenske amt Kalmar län i landskabet Småland. I år 2000 havde området 190 indbyggere.
Lönneberga ligger cirka 12 kilometer nordvest for Hultsfred og cirka 20 kilometer sydvest for Vimmerby.

## Kendte bysbørn
- Den svenske tegner og forfatter Albert Engström blev født et sted lige ved Lönneberga i 1869.
- Den bedst kendte af byens borgere er en fiktiv person, nemlig Emil fra Lønneberg. Han har lagt navn til de elskede bøger af Astrid Lindgren.

## Ekstern henvisning
- Officielt websted (Webside ikke længere tilgængelig)
- Lönneberga i Nordisk familjebok (2. udgave, 1912)

57°33′0.03″N 15°43′21.49″Ø / 57.5500083°N 15.7226361°Ø